# 加默尔斯塔德教堂村
加默尔斯塔德教堂村（瑞典語：Gammelstads kyrkstad）是瑞典北博滕省吕勒奥附近的一个小镇，位于波的尼亚湾的最北部。它完整地保留了斯堪的纳维亚北部早期教堂村庄的特点，于1996年被联合国教科文组织评为世界文化遗产。
加默尔斯塔德教堂村在吕勒河上游10公里处。这些房子最初建立的原因早期瑞典教区的面积非常大，14世纪加默尔斯塔德教区所辖面积差不多是现在整个北博滕省地区。周末和宗教节日的时候，附近村庄的礼拜者来到这里的教堂做礼拜，由于距离遥远且交通不便，不能当天回去而住在这里。后来除了宗教节日，其它时候房屋的主人也经常来小住几天，商业也发展起来。
17世纪，加默尔斯塔德初步形成现在的教堂村。如今小镇共有424幢木头房子，围绕着一座建于15世纪早期石头教堂。教堂现在用作社区服务。而房子用作度假时的夏屋。

## 概述
加默尔斯塔德教堂村被列入世界遗产的遗产点包括下吕勒奥教堂、周围的教堂村、老城区、历史悠久的公共建筑和一些后来建造的永久性住宅建筑。教堂村的传统习俗，包括来这里的教堂做礼拜期间在教会小屋过夜，是该世界遗产的组成部分。根据联合国教科文组织的说法，该遗产以一种特殊的方式结合了城市和乡村生活，与其他现存的教堂村相比，加默尔斯塔德的传统被保留得最富有活力、最真实。

## 图库

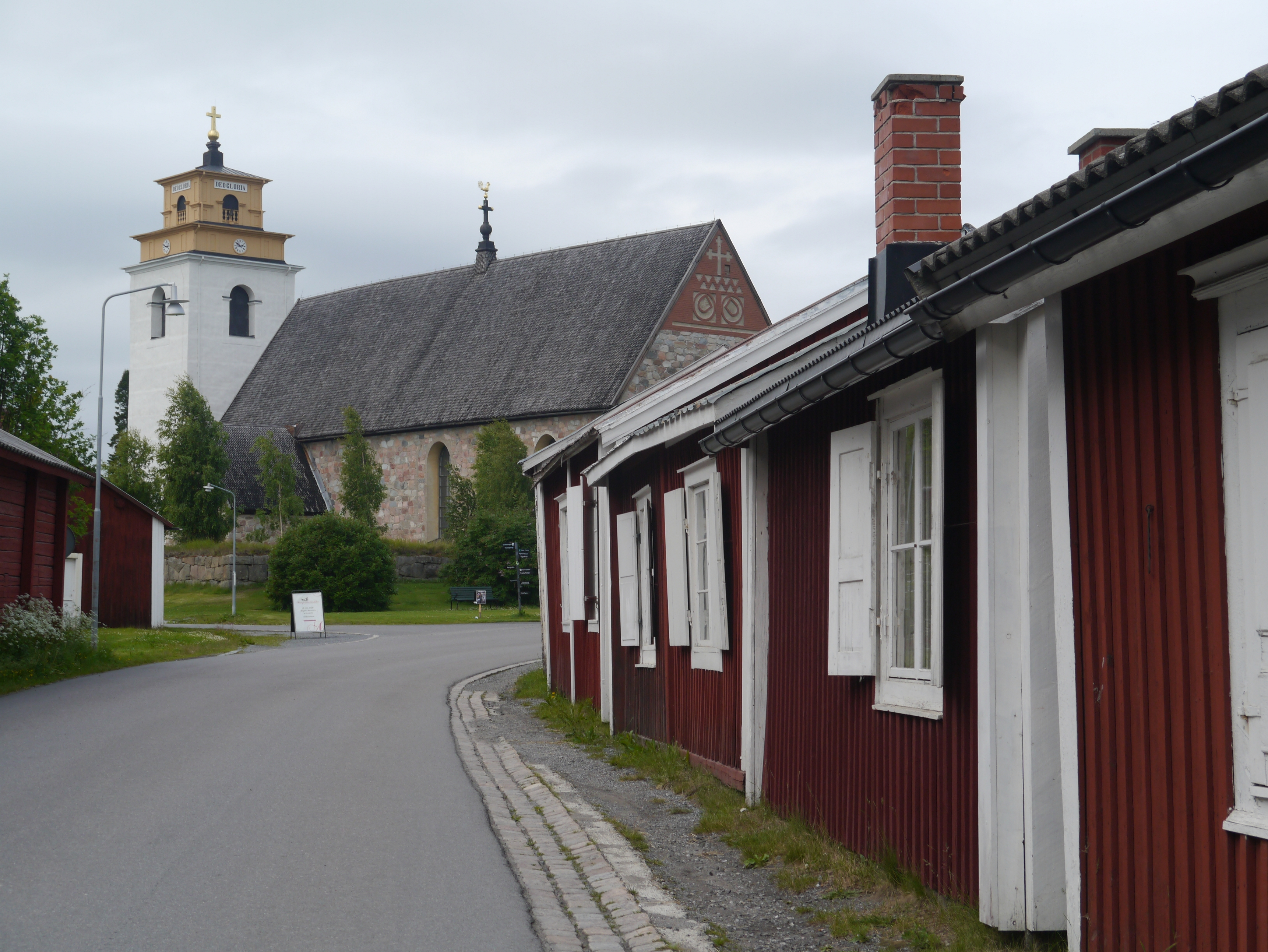
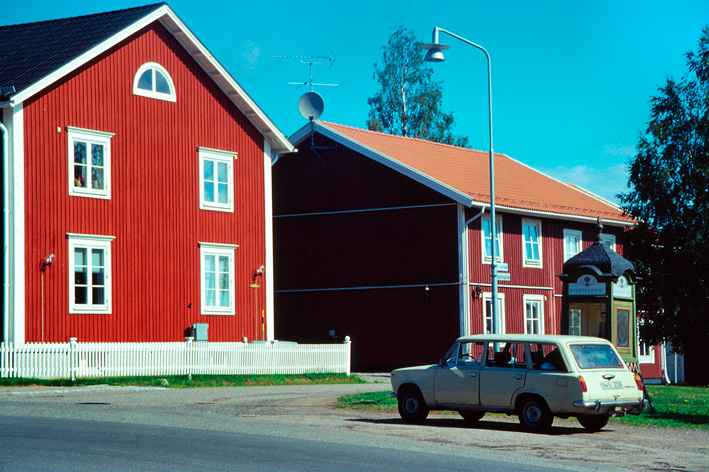
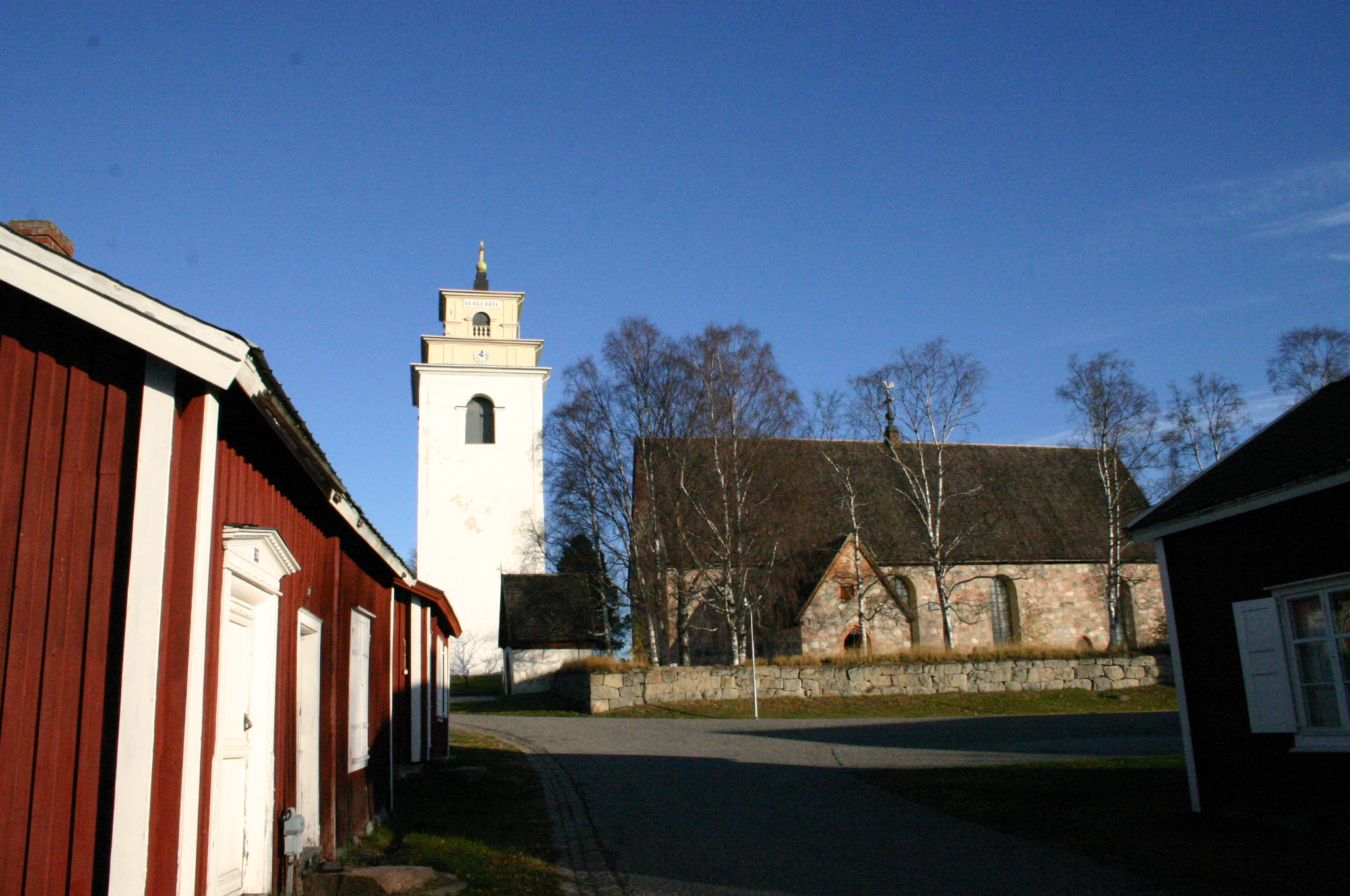
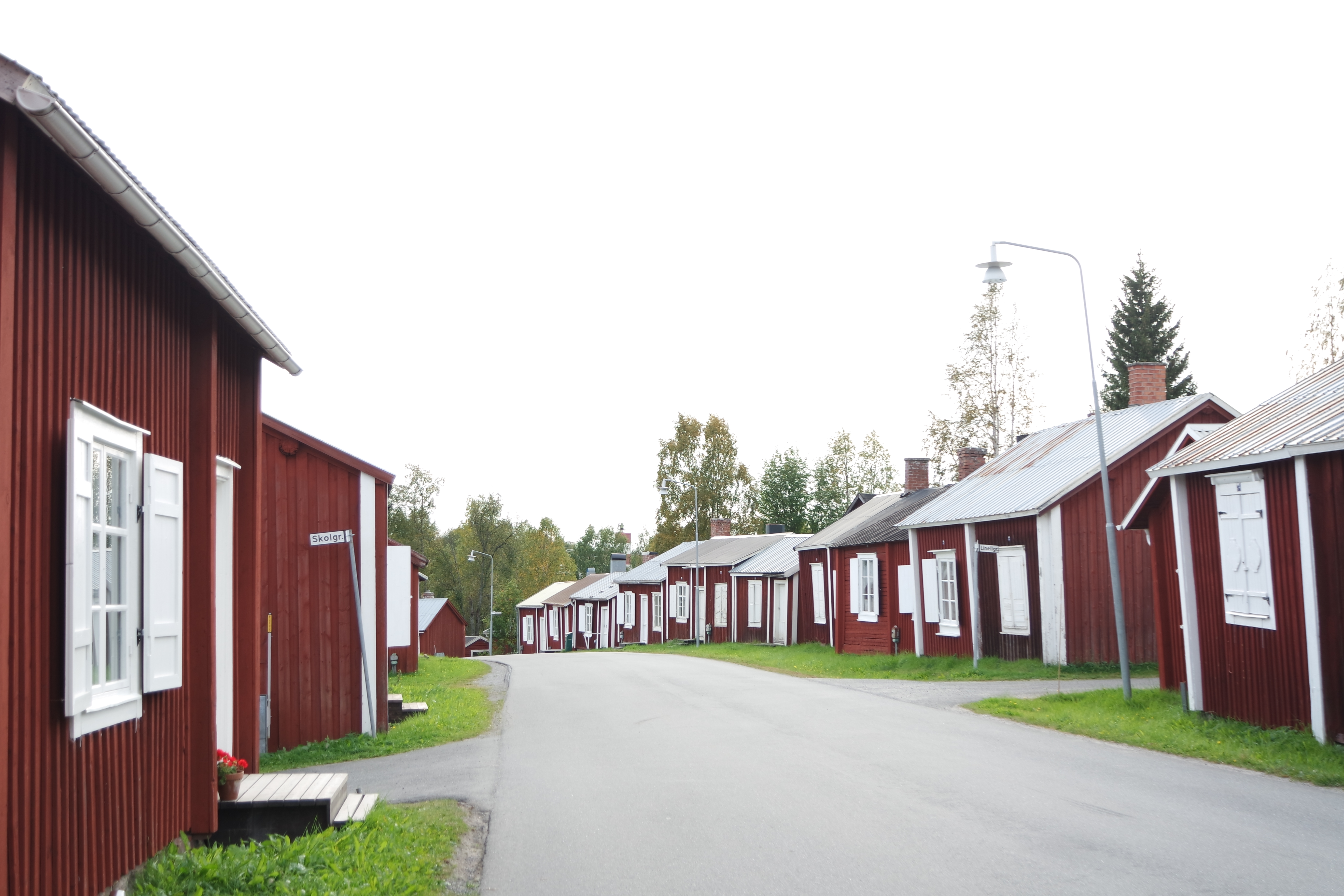
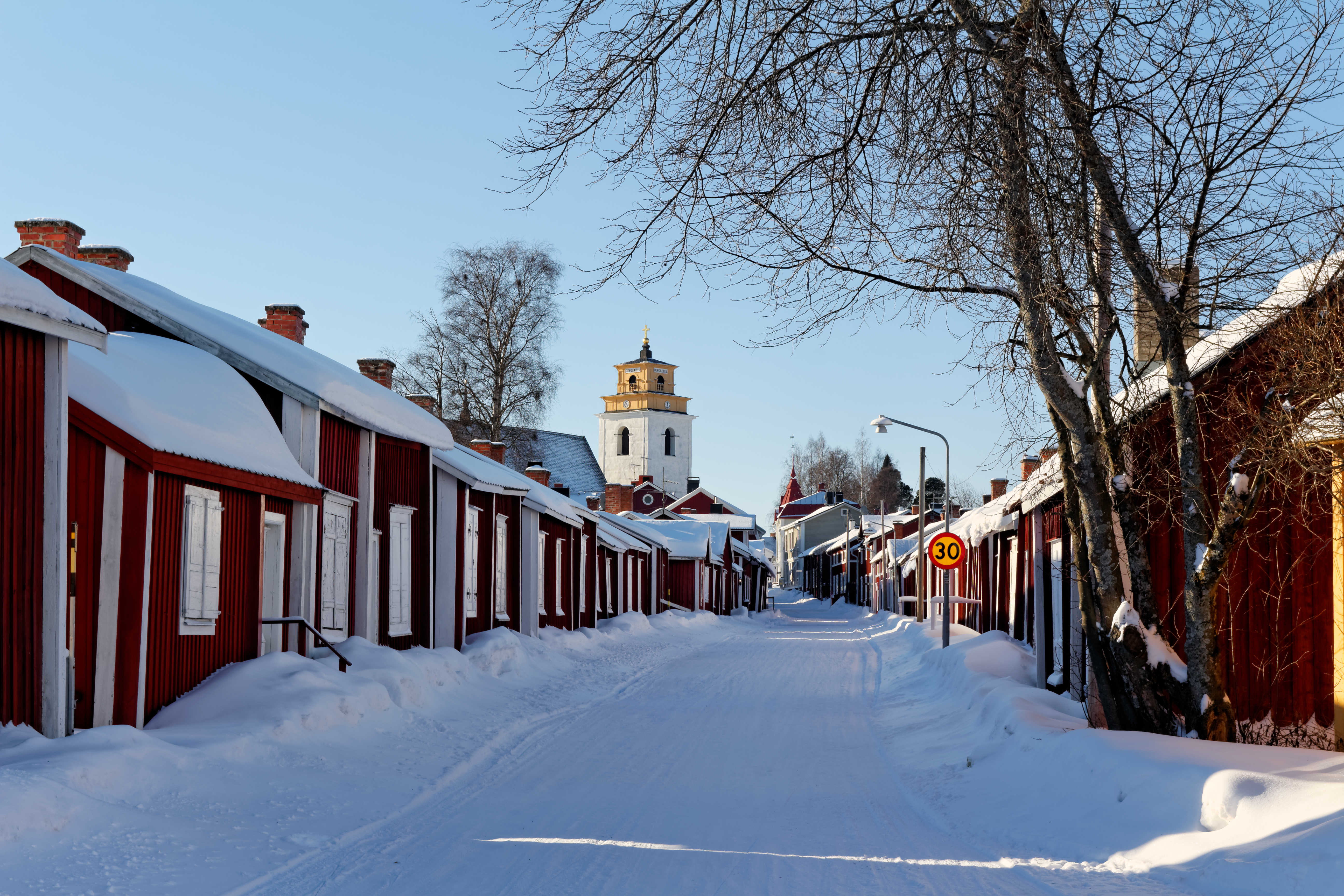
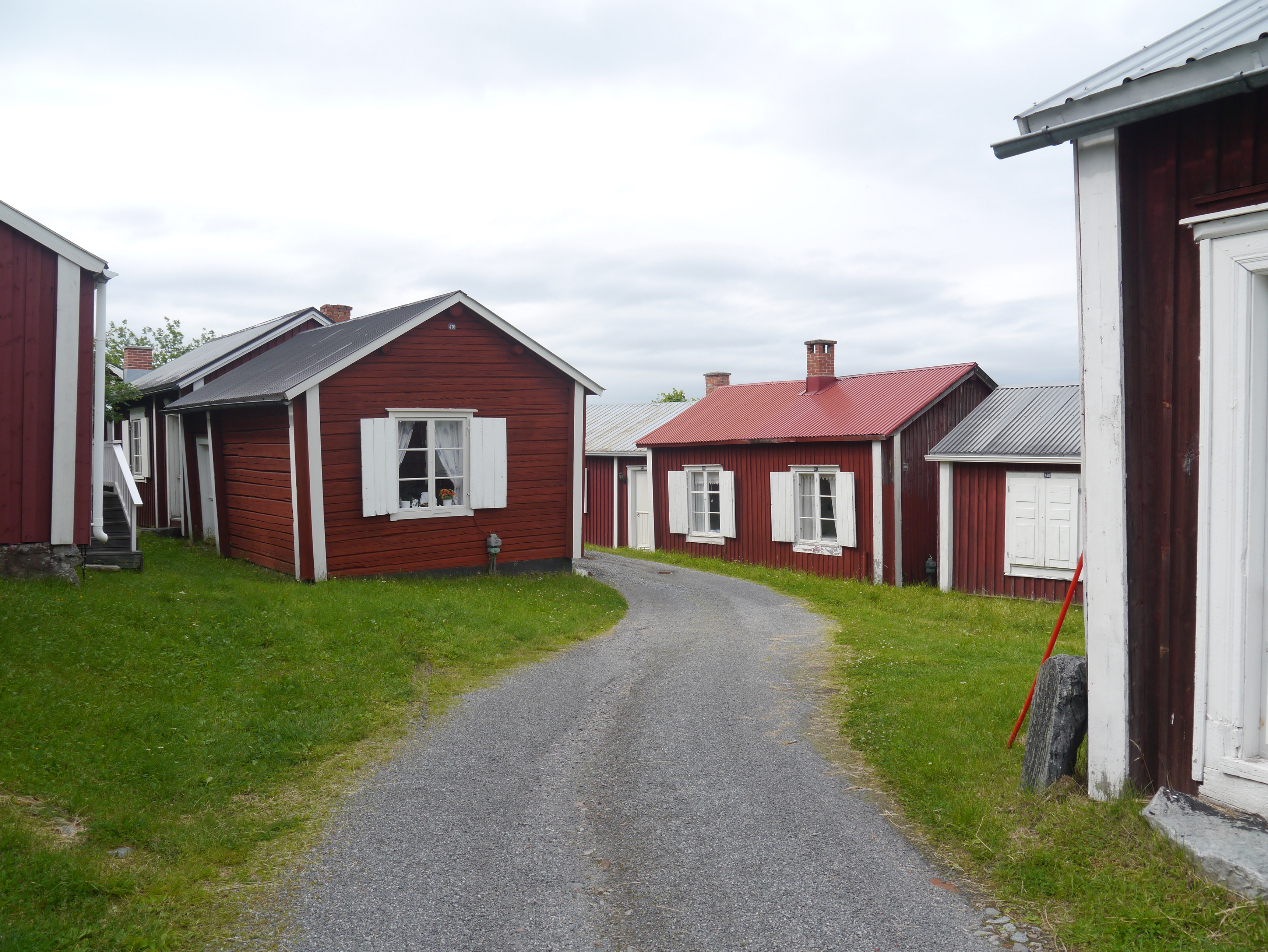